# Jiří Fajt
Jiří Fajt (* 11. května 1960, Praha) je český historik umění žijící v Berlíně a v Praze, od července 2014 do dubna 2019 generální ředitel Národní galerie Praha. Věnuje se především středověkému a raně novověkému umění střední a středovýchodní Evropy, je autorem řady publikací a mezinárodních výstav.

## Život
Jiří Fajt se narodil 11. května 1960 v Praze. V roce 1983 dokončil Vysokou školu zemědělskou v Praze a následujících několik let se živil jako myč oken v pražském podniku Úklid (1984–88). V letech 1987–1993 studoval dějiny umění na Filozofické fakultě Univerzity Karlovy v Praze (prof. J. Homolka, P. Wittlich, J. Kropáček). Absolvoval s titulem Mgr. roku 1993. Zároveň se studiem v letech 1988–1992 pracoval jako kurátor Sbírky českého kamenosochařství 11.–19. století v Lapidáriu Národního muzea v Praze, kde měl kromě jiného na starosti instalaci tří sálů nové expozice od středověké plastiky po renesanci. Roku 1992 se stal kurátorem středověkého umění v Národní galerii v Praze (NGP) a o dva roky později vyhrál konkurz na ředitele Sbírky starého umění.
V letech 1997–1998 absolvoval studijní pobyt v New Yorku na pozvání Metropolitan Museum of Art, roku 1999 studijní pobyt v Rakousku na pozvání Rakouské akademie věd. V roce 1999 získal doktorát z dějin umění na Karlově univerzitě v Praze. Mezi léty 1998 až 2001 navíc působil jako zakládající ředitel Centra pro středověké umění při Národní galerii v Praze (financováno Volkswagenstiftung). V roce 2000 Národní galerii v Praze dobrovolně opustil jako výraz nesouhlasu s tehdejším vedením Milana Knížáka a těžiště svého působení přesunul do Německa, kam se následně s celou rodinou odstěhoval.
V roce 2010 se účastnil výběrového řízení na pozici generálního ředitele Národní galerie v Praze, v červenci 2013 byl do této funkce jmenován a nastoupil do ní v červenci 2014. V dubnu 2019 jej tehdejší ministr kultury Antonín Staněk (ČSSD) odvolal, spolu s Michalem Soukupem, ředitelem Muzea umění Olomouc (MUO).
Jiří Fajt se ke svému odvolání i možným důvodům vyjádřil v rozsáhlém rozhovoru pro Aktuálně.cz a Echo 24.

### Lipsko
V první polovině prvního desetiletí 21. století vedl na Společenskovědním institutu pro historii a kulturu středovýchodní Evropy (Geisteswissenschaftliches Zentrum Geschichte und Kultur Ostmitteleuropas – GWZO) při univerzitě v Lipsku internacionálně obsazený vědecko-výzkumný projekt Jagellonci – evropská dynastie. Umění a kultura ve střední Evropě 1450–1550. Celý projekt Umění a kultura ve střední Evropě 1450–1550 byl navržen a publikován Jiřím Fajtem a Wilfriedem Franzenem a je založen na základním výzkumu dějin umění a kultury východní Evropy, který byl realizován na GWZO Projekt financuje Deutsche Forschungsgemeinschaft v Bonnu  a spolupracuje na něm Robert Suckale.
Ve druhé polovině prvního desetiletí pak na témže institutu působil jako vedoucí vědecko-výzkumného projektu Dvorní kultura ve středovýchodní Evropě od 14. do 18. století. Srovnávací studie kulturní komunikace a reprezentace, v letech 2011–2013 stál v čele vědecko-výzkumného projektu Reprezentace a memoria pozdně středověkých panovníků ve střední Evropě: umění – liturgie – historie, 1250–1550 a od roku 2014 řídí projekt Dvory vysokého kléru a magnátů – duchovní a světská knížata na panovnických dvorech: samostatnost – závislost – vztahy, oba financované Federálním ministerstvem pro školství a výzkum (Bundesministerium für Bildung und Forschung) v Bonnu.
Na vědecko-výzkumném institutu v Lipsku inicioval založení publikační řady Studia Jagellonica Lipsiensia (do roku 2015 vyšlo 18 svazků, Thorbecke Verlag Ostfildern) a kritické edice Kompass Ostmitteleuropa (do roku 2015 vyšly dva svazky, Thorbecke Verlag Ostfildern), koncepčně řídí vydávání devítisvazkové Rukověti dějin umění středovýchodní Evropy (Handbuch zur Geschichte der Kunst in Ostmitteleuropa), první svazek 2015/16; je vedoucím projektu velkých mezinárodních výstav a iniciátorem infrastrukturního projektu digitální internetové platformy Památky středovýchodní Evropy (ve spolupráci s Herder-Institut Marburg a Bildarchiv Foto Marburg, financováno Leibniz-Gemeinschaft).

### Berlín a Praha
Jako hostující profesor působil od roku 2001 na Technické univerzitě Berlín, kde se v roce 2009 habilitoval se spisem na téma Der Nürnberger Maler Sebald Weinschröter im Netzwerk von Kaiserhof und Patriziat (1349–1365/70) (od roku 2009 s habilitací v oboru dějiny umění – Dr. habil., od roku 2011 privátní docent – PD Dr.). Kromě toho přednášel na Humboldtově univerzitě v Berlíně a na Univerzitě Karlově v Praze. Roku 2012 se habilitoval rovněž na Filozofické fakultě Univerzity Karlovy v Praze se spisem Der lange Schatten Karls IV. Zur Rezeption der luxemburgischen Herrschaftsrepräsentation im Heiligen Römischen Reich. (2012 – Doc.)

#### Jmenování profesorem Univerzity Karlovy
V červnu 2014 docent Jiří Fajt zakončil řízení ke jmenování profesorem na Karlově univerzitě v Praze pro obor Dějiny umění. Udělení titulu doporučila hodnotící komise a obě vědecké rady (fakultní i celouniverzitní). S Fajtovým jmenováním profesorem souhlasila vláda České republiky, přesto však v květnu 2015 odmítl prezident republiky Miloš Zeman podepsat jeho jmenovací dekret jako i dekrety fyzika Ivana Ošťádala a politologa Jana Eichlera. Za důvod u Fajta uvedl jednání o sponzorské smlouvě s Komerční bankou, generálním partnerem NGP, které považoval za úplatek. Fajt tento výrok prezidenta označil za nepravdivý, absurdní a účelově dehonestující. Některá média v těchto událostech viděla odvetu prezidenta za Fajtovu kritiku prezidentské kampaně i za podporu Karla Schwarzenberga. Univerzita Karlova a VŠE se ve věci profesorského jmenování rozhodly v listopadu 2015 podat žalobu na prezidenta.
Miloš Zeman se obrátil s kasační stížností na Nejvyšší správní soud, ten však dne 24. listopadu 2020 jeho stížnost zamítl. Odůvodnění uvedlo, že prezidentu republiky nepřísluší posuzovat způsobilost navržených kandidátů na funkci vysokoškolského profesora, ale jeho funkce je v tomto případě pouze pravomocí zákonnou, srovnatelnou s jakýmkoli jiným správním orgánem. Zeman byl zároveň povinen uhradit žalobci Fajtovi náklady soudního řízení.
Jmenován profesorem pro obor Dějiny umění byl až v červnu 2023 Zemanovým nástupcem, prezidentem republiky Petrem Pavlem.

### Ředitel Národní galerie v Praze
V roce 2010 se účastnil před mezinárodní komisí výběrového řízení na pozici generálního ředitele Národní galerie v Praze (NGP), 4. července 2013 byl jím jmenován, do funkce nastoupil 1. července 2014.
Jiří Fajt Národní galerii otevřel širší veřejnosti, oslovil nové publikum a založil dnes již pravidelné hromadné vernisáže výstav známé jako grand opening. Uspořádal velké výstavy jako Císař Karel IV., pro které získal zápůjčky unikátních uměleckých děl ze zahraničí, nebo přehlídky významných světových autorů jako Gerharda Richtera (první retrospektiva ve střední a východní Evropě), Aj Wej-weje (Zákon cesty), Kathariny Grosse, Henri Rousseaua, Františka Kupky, Josefa Koudelky, Josefa Šímy a Magdaleny Jetelové. Byl kurátorem série výstav ke 100. výročí vzniku Československa.
Fajtovi se během jeho působení podařilo ztrojnásobit počet návštěvníků Národní galerie a získat podporu Komerční banky, která umožnila vstup zdarma pro děti a mládež do 18 let a studenty do 26 let.
Dne 18. dubna 2019 jej tehdejší ministr kultury ČR Antonín Staněk odvolal z funkce generálního ředitele NGP, spolu s Michalem Soukupem, ředitelem Muzea umění Olomouc (MUO). Zároveň na něj ministr podal dvě trestní oznámení. Ministr kultury odvolání provedl v době, kdy Národní galerie čerstvě vypsala architektonickou soutěž na rekonstrukci Veletržního paláce, jednala o spolupráci s pařížským Centre Georges Pompidou a chystala otevření českého pavilonu na Benátském bienále.

#### Odložená trestní oznámení
Policie 4. května 2020 po zevrubném prošetření obě trestní podání A. Staňka na Jiřího Fajta odložila jako nedůvodná a ministr kultury Lubomír Zaorálek vyjádřil lítost, že k nim vůbec došlo. Jiří Fajt k tomu uvedl: Můj vyhazov z hodiny na hodinu zastavil usilovnou práci na projektu "nové Národní galerie", kterou jsme se za podpory mnoha externích partnerů a podporovatelů snažili s mými kolegy po dlouhých letech stagnace a provincionalismu oživit a přivést mezi úspěšná evropská muzea umění.
Ministerstvo kultury zveřejnilo na svých stránkách dne 5. května 2020 oficiální omluvu. Uvádí se v ní, že jako důvody odvolání Jiřího Fajta uvedl tehdejší ministr kultury Staněk informace, které neměly oporu ve skutkovém stavu věci. Policie České republiky po provedení všech potřebných šetření odložila obě trestní oznámení jako nedůvodná. "Ministerstvo kultury České republiky uznává, že tím byla způsobena újma na profesní a osobní pověsti a cti pana Jiřího Fajta, jakož i na jeho dobrém jménu. Česká republika – Ministerstvo kultury České republiky se tímto panu doc. Dr. et PD Dr. et Ing. Jiřímu Fajtovi, Ph.D., za svá výše uvedená rozhodnutí učiněná tehdejším ministrem kultury omlouvá".

#### Reakce na odvolání z místa ředitele NG
Jan Skřivánek, redaktor časopisu Art+Antiques, akt odvolání okomentoval: „Vypadáme jako banánová republika. Odvolat ředitele na hodinu bez předchozí kritiky, bez zveřejnění důvodů, to je zoufalé“. Odvolání si všímají i media v zahraničí.
Bývalý ministr kultury Daniel Herman (KDU-ČSL) vidí za odvoláním Jiřího Fajta vliv Hradu. Na sociálních sítích napsal, že prezident Miloš Zeman ho před pěti lety žádal, aby Fajta do funkce neuváděl. Upozornil také na to, že ministr kultury Antonín Staněk (ČSSD), který Fajta odvolal, letí se Zemanem do Číny.
Jiřího Fajta podpořili ředitelé předních světových muzeí a ve svém dopise premiéru Andreji Babišovi vyjádřili „údiv a hrůzu“ nad jeho vyhazovem z čela Národní galerie. Vyzdvihují Fajtovu „hlubokou znalost sbírek Národní galerie, nesmírnou vědeckou odbornost a vynikající komunikační schopnosti“, které byly pro spolupráci české instituce se světem „nepostradatelné“. Pod dopisem jsou podepsáni: Marion Ackermannová (ředitelka Staatliche Kunstsammlungen Dresden), Maria Balshaw (ředitelka Tate Gallery), Sabine Haag (generální ředitelka Kunsthistorisches Museum Wien), Hartwig Fischer (dřívější ředitel Staatliche Kunstsammlungen Dresden, nynější ředitel The British Museum), Max Hollein (ředitel The Metropolitan Museum of Art, New York City). K dalším signatářům patří ředitelé Josef Helfenstein, Kunstmuseum Basel, Eugene Tan, National Gallery Singapore, Gary Tinterow, Museum of Fine Arts, Houston, Hanna Wróblewska, Zachęta Narodowa Galeria Sztuki ve Varšavě, Pepe Serra, Museu Nacional d'Art de Catalunya, Michel Draguet, Musées royaux des Beaux-Arts de Belgique a Michael Brand, Art Gallery of New South Wales v Sydney. Dopis, ve kterém signatáři hodnotí Jiřího Fajta jako „mimořádného ředitele a excelentního vědce, velmi vysoce oceňovaného a uznávaného na mezinárodní scéně, kde jeho profesionální práce slouží jako vzor a zdroj inspirace“ na svých stránkách zveřejnily Staatliche Kunstsammlungen Dresden.
K protestu se následně připojili také Christoph Becker, Kunsthaus Zürich, Gabriella Belli, Fondazione Musei Civici di Venezia, Manuel Borja-Villel, The Museo Reina Sofía, Laurence des Cars, Musée d'Orsay et de l'Orangerie v Paříži, Emmanuel Coquery, Réunion des musées nationaux et du Grand Palais des Champs-Élysées v Paříži, Miguel Falomir Faus, Museo Nacional del Prado, Madrid, Miguel Fernandez Felix, Museo del Palacio de Bellas Artes, Mexico, Gabriele Finaldi, The National Gallery, London, Anne-Birgitte Fonsmark, Ordrupgaard, Kodaň, Fabrice Hergott, Musée d'art moderne de la Ville de Paris, Tristram Hunt, Victoria and Albert Museum v Londýně, Stephan Jost, Art Gallery of Ontario, Toronto, John Leighton, The National Galleries of Scotland, Timothy Potts, J. Paul Getty Museum, Los Angeles, Sylvie Ramond, Musée des Beaux-Arts de Lyon, Timothy Rub, Philadelphia Museum of Art, Axel Rüger, Van Gogh Museum, Amsterdam, James S. Snyder (Director Emeritus), The Israel Museum, Jerusalem, Antonio Saborit, Museo Nacional de Antropología, Mexico City, Matthew Teitelbaum, Museum of Fine Arts, Boston, Marina Lošak, Státní muzeum výtvarných umění Alexandra Sergejeviče Puškina, Moskva, Nicholas Serota, Arts Council England, Paul Dujardin, BOZAR Centre for Fine Arts, Brussels, Michael Eissenhauer, Staatliche Museen zu Berlin – Preußischer Kulturbesitz, Glenn D. Lowry, The Museum of Modern Art, New York City, Bernhard Maaz, Bayerische Staatsgemäldesammlungen, München a Bernard Blistène, Centre Pompidou, Paris, Stella Rollig, Österreichische Galerie Belvedere, Agnes Tieze, Kunstforum Ostdeutsche Galerie Regensburg.
Taková míra mezinárodní solidarity s ředitelem zdejší instituce je v české kultuře po roce 1989 výjimečná. Šéfové světových galerií uvedli, že s Fajtem udržují dlouhodobé přátelské vztahy a intenzivní spolupráci, což vedlo k výměně pracovníků, plánování společných projektů, vzájemné úctě a rozvoji kontaktů. Podle informací ČTK již někteří zahraniční partneři odvolávají spolupráci s Národní galerií. Rozvázat spolupráci s Národní galerií chce sběratelka Erika Hoffmannová, která se svým manželem od 60. let 20. století budovala sbírku umění zahrnující díla od 90. let do současnosti, vystavenou nyní v Salmovském paláci NG.
Podle několika zaměstnanců Národní galerie je ohrožena také velká akvizice sbírky tuzemských sběratelů, s nimiž měla instituce mezi 23.–26. dubnem 2019 podepisovat smlouvu. Podle informací ČTK premiérovi dorazil i dopis z vedení pařížského Centre Pompidou, které pozastavuje plánovanou spolupráci s Národní galerií. Odstoupila mezinárodní komise sestavená pro plánovanou rekonstrukci Veletržního paláce, která patří mezi prioritní akce vlády v investicích do kultury. Zahraniční partner zrušil mimo jiné velkou výstavu indického umění plánovanou na podzim 2019. Spolupráci s Národní galerií přerušil po odvolání Jiřího Fajta také její nejvýznamnější soukromý mecenáš Libor Winkler, který se mimo jiné měl finančně podílet na připravované výstavě Alberta Giacomettiho. Winklerovi vadí, že ředitel byl odvolán na politickou objednávku a důvody považuje za zástupné.
V pátek 26. dubna 2019 byl zveřejněn otevřený dopis, adresovaný předsedovi vlády Andreji Babišovi a předsedovi ČSSD Janu Hamáčkovi, požadující odvolání ministra Staňka, který podepsalo přes 70 významných představitelů české kultury a řada dalších známých osobností. Během dne se k výzvě připojily stovky lidí a kolem 70 institucí. Za šest dní tuto petici podepsalo přes 5 000 lidí. Do doby, než byl ministr Staněk skutečně zbaven funkce, podepsalo petici za jeho odvolání více než 10 200 lidí.
První místopředseda ČSSD Roman Onderka v pořadu Otázky Václava Moravce označil chování ministra Staňka za neprofesionální, bude požadovat vysvětlení a sám by zvažoval jeho odvolání. Pro odvolání se 6. 5. 2019 vyslovil i poslanec Petr Dolínek. Předseda vládní ČSSD Jan Hamáček se však ani po setkání s autory petice za odvolání ministra kultury Antonína Staňka (ČSSD) nechystá navrhnout Staňkův konec ve vládě.
Další petice z 27. dubna 2019, podepsaná většinou mladšími umělci a kurátory, vyjadřuje zásadní nesouhlas s ministrovým postupem při odvolání Generálního ředitele Národní galerie v Praze Jiřího Fajta a ředitele Muzea umění Olomouc Michala Soukupa a požaduje revizi a odbornou obhajobu daného rozhodnutí. Petice také požaduje obnovení legislativních kroků směřující ke změně statutu NGP z organizace zřizované ministerstvem, na organizaci veřejnoprávní, o jejímž chodu nemůže rozhodovat jen jedna osoba.

#### Nesrovnalosti v hospodaření
Transparency International ovšem poukazuje na nesrovnalosti v hospodaření pod vedením Fajta, jak v květnu 2019 zveřejnila: „V kauze NGP jsme upozornili na nesrovnalosti v jejím hospodaření, což je naším posláním. Personální změny nejsou oblastí našeho zájmu a neřešíme je. Jde nám především o funkční Národní galerii jako instituci. Transparency opravdu pracuje metodou „padni komu padni“, takže se distancujeme od vtahováni naší organizace do politického boje a pevně věříme, že nové vedení Ministerstva kultury celou věc kvalitně vyřeší.“
Podle Noemi Smolik, teoretičky umění, Jiří Fajt uzavřel sám se sebou smlouvu na více než milion korun na vlastní kurátorskou činnost, jak píše koncem července 2019 ve Frankfurter Allgemeine Zeitung, kam pravidelně přispívá. Autorka dále uvádí že jsou pochybné i smlouvy pro právní a mediální služby v Berlíně, či výdaje za externí právní služby, které měly činit v posledních třech letech téměř šest milionů korun, ačkoliv má Národní galerie k dispozici vlastní právní oddělení.
Jiří Fajt rešerše a tvrzení Noemi Smolikové obratem odmítl, za pět dní po uveřejnění, v rozsáhlé reakci, kterou rozšířil o prezentaci své činnosti.
Autorka článku se sice v roce 2012 neúspěšně ucházela o post hlavního kurátora výstav současného umění Národní galerie takže, podle některých tvrzení, její pohled nemusí být nestranný. Na druhou stranu ale Fajtovo jmenování po odborné stránce v roce 2013 přivítala.
Podle kontroly Nejvyššího kontrolního úřadu, která probíhala v roce 2021 a kontrolovala období let 2018 až 2020, uzavřela tehdy Fajtem vedená Národní galerie v prosinci 2018 s Fajtem smlouvu na vytvoření autorského díla bez výběrového řízení v celkové hodnotě 1,12 mil. Kč. Účinnost smlouvy byla sjednána zpětně, za galerii jí v zastoupení podepsala neoprávněná osoba (kancléřka generálního ředitele) a galerie smlouvu podepsala, aniž by předtím oslovila další možné dodavatele. Podle NKÚ galerie v tomto případě nepostupovala v souladu se zákonem o zadávání veřejných zakázek.
NKÚ dále mimo jiné kritizoval rozsáhlé uzavírání externích smluv na právní služby, i když galerie měla k dispozici vlastní právní oddělení. Za tyto služby v kontrolovaných letech zaplatila 6,7 mil. Kč. Všechny smlouvy byly zadány bez výběrového řízení, některé nebyly zveřejněny v souladu se zákonem o registru smluv. Také realitní služby a některé úklidové služby galerie zadávala bez výběrového řízení.

### Drážďany
V září 2021 Jiří Fajt podepsal pětiletou smlouvu se Staatliche Kunstsammlungen Dresden, kde se ujme vedení mezinárodních projektů. Místo mu nabídla ředitelka Marion Ackermannová, která se Jiřího Fajta veřejně zastala po jeho odvolání z čela Národní galerie. Jiří Fajt má na mezinárodním poli zkušenosti z předchozích let, když pro Metropolitní muzeum umění v New Yorku připravil roku 2006 výstavu o Karlovi IV. a později další pro frankfurtský Städel nebo Uměleckohistorické muzeum ve Vídni. V Drážďanech má rovněž založit mezinárodní klub přátel, který by kombinoval společenská setkání a fundraisingem. Připravuje také novou koncepci Lipsiovy budovy (Kunstakademie Dresden), která stojí na labské promenádě. Už těsně před pandemií v ní jako externí kurátor uspořádal výstavu Jana a Evy Švankmajerových. V Drážďanské klenotnici je od října 2021 ředitelem Švýcar Marius Winzeler, který byl předtím hlavním kurátorem sbírky starého evropského umění Národní galerie v Praze.

## Výstavní činnost (výběr)
- spolukurátor sbírkové expozice Lapidária Národního muzea v Praze, zpřístupněna 1993
- hlavní kurátor výstavy Gotika v západních Čechách (1230–1530), Západočeské muzeum a Západočeská galerie v Plzni, NG v Praze, 1995/96
- kurátor výstavy Světice s knihou, NG v Praze, 1996
- hlavní kurátor výstavy Magister Theodoricus, dvorní malíř císaře Karla IV., NG v Praze, 1997/99
- kurátor sbírkové expozice Čechy a střední Evropa 1200–1530, NG v Praze, klášter sv. Anežky České, zpřístupněna 2000
- hlavní kurátor výstavy Prague. The Crown of Bohemia, 1347–1437, The Metropolitan Museum of Art, New York 2005/06; Karel IV., císař z Boží milosti“, Pražský hrad 2006
- hlavní kurátor výstavy Europa Jagellonica 1386–1572. Kultura a umění ve střední Evropě za vlády Jagellonců, Kutná Hora[49] 2012; Warszawa, Národní Muzeum[50] a Královský hrad,[51] 2012/13; Potsdam[52] 2013
- spolukurátor výstavy Fantastické světy. Albrecht Altdorfer a expresivní umění kolem 1500, Frankfurt am Main,[53] , 2014/15; Vídeň, Kunsthistorisches Museum, 2015[54]
- kurátor výstavy Císař Karel IV., Národní galerie v Praze, Valdštejnská jízdárna, 15. 5. – 25. 9. 2016[55]
- spolukurátor výstavy Salm Modern #1: Možnosti dialogu, Národní galerie v Praze, Salmovský palác, 2. 12. 2018 – 1. 12. 2019[56]
- Move little hands... „Move!“ (Eva a Jan Švankmajerovi), Kunsthalle im Lipsiusbau, Dresden (19. 11. 2019 – 8. 3. 2020)[57]

## Publikační činnost (výběr)
Disertační práce
- Sochařství v západních Čechách v letech 1400–1475. Univerzita Karlova v Praze, 1998; vyšla pod názvem Pozdně gotické řezbářství v Praze a jeho sociální předpoklady 1430 – 1526, Praha 1996 (Průzkumy památek 2/1995, příloha 1), 112 s.

Habilitační práce
- Der Nürnberger Maler Sebald Weinschröter im Netzwerk von Kaiserhof und Patriziat (1349–1365/70). Technische Universität Berlin, 2009; vyjde knižně v roce 2016 pod názvem Nürnberg unter Karl IV. Wege und Akteure städtischer und höfischer Malerei u Deutscher Kunstverlag Berlin-München, ca 800 s.
- Der lange Schatten Kaiser Karls IV. Zur Rezeption der luxemburgischen Herrschaftsrepräsentation im Heiligen Römischen Reich. Univerzita Karlova v Praze, 2011; vyjde knižně v českém a německém vydání v roce 2016 v Národní galerii v Praze, ca 300 s.

Monografie
- (s J. Roytem) Die Kleinseite und die Karlsbrücke, Prag 1992 (též čes., angl., it., fr.)
- (s j. Roytem) Die Prager Burg und Hradčany, Prag 1992 (též čes., angl., it., fr.)
- (spol. s Lubomír Sršeň) Lapidárium Národního muzea Praha / Lapidarium of the National Museum Prague. Katalog stálé expozice, Praha 1993 (české, německé a anglické vydání), ISBN 80-85377-23-3, 111 s.
- Pozdně gotické řezbářství v Praze a jeho sociální předpoklady 1430 – 1526 [Spätgotische Schnitzkunst in Prag und ihr sozialer Hintergrund], Praha 1996 (Průzkumy památek 2/1995, Beilage 1), 112 s.
- Gotika v západních Čechách 1230–1530 / Gothic Art and Architecture in Western Bohemia / Gotik in Westböhmen, průvodce výstavou, Praha 1995 (české, anglické a německé vydání), ISBN 80-7035-091-1, 135 s.
- Gotika v západních Čechách 1230–1530 [Gotik in Westböhmen], výstavní katalog, 3 sv., ed. Jiří FAJT, Praha 1996; Edice barokních inventářů [Edition der Kircheninventare aus der Barockzeit]; Sochařství [Bildhauerei]; Katalog-Sochařství [Katalog-Bildhauerei], s.18–32 (Bd.1), s.571–590 (Bd.2), s.618–624 (Bd.3), s.628–878 (Bd.3), ISBN 80-7035-088-1.
- (spol. s Milena Bartlová): Světice s knihou. Nově zakoupené mistrovské dílo gotického umění / Saint Virgin Holding a Book. Newly Acquired Masterpiece of Gothic Art, 1996. (Malé katalogy starého umění 4), ISBN 80-7035-122-5, 110 s.
- Posvátné prostory hradu Karlštejna / Geheiligte Räumlichkeiten der Burg Karlstein / The Sacred Halls of Karlštejn Castle, Praha 1998. (české, německé a anglické vydání), ISBN 80-85094-66-5, 64 s.
- Magister Theodoricus, Court Painter to the Emperor Charles IV., 1997/1998. (české a anglické vydání), ISBN 80-7035-161-6, 621 s.
- (spol. s Barbara Drake Boehm), Prague. The Crown of Bohemia, 1347–1437. Published by the Metropolitan Museum of Art, New York, výstavní katalog, London 2005, ISBN 0-300-11138-X, 366 s.
- Karl IV., Kaiser von Gottes Gnaden. Kunst und Repräsentation des Hauses Luxemburger 1310–1437, hg. von Jiří FAJT, unter Mitwirkung von Markus HÖRSCH und Andrea LANGER und Unterstützung von Barbara D. BOEHM, München-Berlin/Prag 2006 (české a německé vydání): Von der Nachahmung zu einem neuen kaiserlichen Stil. Entwicklung und Charakter der herrscherlichen Repräsentation Karls IV. von Luxemburg (s. 41–75); ’Yenseit des Behemischen waldes‘. Die nördliche Oberpfalz als neues Land der Böhmischen Krone in Bayern (s.327–335); (spol. s Robert Suckale) Der Kreis der Räte (s.173–183); (spol. s Robert Suckale) Die europäischen Dynastien – Nachahmung oder Konkurrenz (s.423–439); (spol. s Barbara Drake Boehm) Wenzel IV., 1361–1419. Herrscherrepräsentation in den Fußstapfen des Vaters (s.461–481); (spol. s Markus Hörsch) Karl IV. und das Heilige Römische Reich. Zwischen Prag und Luxemburg – eine Landbrücke in den Westen (s.357–383), ISBN 3-422-06598-9, 679 s.
- Karel IV., císař z Boží milosti. Umění a kultura za vlády posledních Lucemburků ve střední Evropě, 1310–1437 / Charles IV, Emperor by the Grace of God. Art and Culture under the last in , 1310–1437. Výstavní průvodce, Praha 2006 (české a anglické vydání), ISBN 80-86161-98-6, 126 s.
- Europa Jagellonica 1386–1572. Umění a kultura ve střední Evropě za vlády Jagellonců. Kutná Hora 2012. (české a anglické vydání) On line.
- Europa Jagellonica 1386–1572. Sztuka i kultura w Europie Środkowej za panowania Jagiellonów. Warszawa 2012.
- Europa Jagellonica 1386–1572. Kunst und Kultur Mitteleuropas unter der Herrschaft der Jagiellonen. Potsdam 2013.
- Jiří Fajt / Markus Hörsch (eds.): Niederländische Kunstexporte nach Nord- und Ostmitteleuropa vom 14. bis 16. Jahrhundert. Forschungen zu ihren Anfängen, zur Rolle höfischer Auftraggeber, der Künstler und ihrer Werkstattbetriebe, 352 s., Studia Jagellonica Lipsiensia vol. 15, Thorbecke 2014, ISBN 978-3-7995-8415-9.

Recenzované časopisy
- (spol. s Jan Royt): Několik poznámek k výstavě Mistra Týnské kalvárie [Anmerkungen zur Ausstellung über den Meister der Kreuzigungsgruppe aus der Theynkirche]. In: Umění 39, 1991, s.361–364.
- (spol. s Jan Royt): Neznámý svorník s motivem trůnícího Krista z Národního muzea v Praze [Ein unbekannter Schlussstein mit dem Motiv des thronenden Christus aus dem Nationalmuseum Prag]. In: Umění 41, 1993, s.361–374.
- (spol. s Hana J. Hlaváčková a Jan Royt): Das Relief von der Maria-Schnee-Kirche in der Prager Neustadt. In: Bulletin of the National Gallery in Prague 3–4, 1993–1994, s.16–27.
- (spol. s Vladimír Horpeniak a Jan Royt): Nástěnné malby v kostele sv.Mořice na Mouřenci u Annína [Wandmalereien in der St.-Mauritiuskirche in Maurenzen bei Annatal]. In: Zprávy památkové péče 54 (1994), s. 249–259.
- Reliéf Smrti Panny Marie ze Zálezlic. Ohlasy pogerhaertovské Vídně v pozdně gotickém sochařství středních Čech [Das Relief “Der Tod Mariens aus Zálezlice”. Reaktionen des nachgerhaertschen Wiens in der spätgotischen Bildhauerei Mittelböhmens]. In: Zpravodaj Památkového ústavu středních Čech v Praze, 8/1, 1994, s.48–61.
- (spol. s Zdeněk Chudárek, Jan Adámek a Vít Mlázovský): Stavební obnova kaple sv. Kříže na hradě Karlštejně [Zur baulichen Rekonstruktion der Heilig-Kreuz-Kapelle in der Burg Karlštejn]. In: Architekt 46/9, 2000, s.13–17.
- On the book by Iva Rosario, Art and Propaganda of Charles IV. The Boydell Press Woodbridge 2000. In: Speculum 2003, s.1382–1385.
- Noch mehr zu Peter Parler als Bildhauer – Überlegungen zum Katalog „Die Teschener Madonna und andere wertvolle Statuen von Peter Parler“. In: Zeitschrift für Kunstgeschichte 3, 2006, s.421–432.
- (spol. s Robert Suckale) Der „Meister der Michle Madonna“ – Das Ende eines Mythos? Mit einem Anhang zur „neuen“ Löwenmadonna der Prager Nationalgalerie. In: Umění 54/1, 2006, s.3–30.
- (spol. s Markus Hörsch a Susanne Jaeger) Im Zeichen der Goldwaage. Das Europa der Jagiellonen. In: Mitropa 2 (2011), s.13–17. ISSN 2191-1401.
- Czy Wit Stosz był pierwszy? O recepcji sztuki górnoreńskiej w piętnastwiecznym Krakowie. –  Posłowie do polskiego wydania artykułu o grupie Chrztu Chrystusa w kolegiacie św. Floriana w Krakowie. In: Artium Quaestiones XXIV (2013), s.9–70. ISBN 978-83-232-2660-4 (ISSN 0239-202X).